# Abranedo
Abranedo (oficialmente y en asturiano: Abredo) es una casería perteneciente a la parroquia de Folgueras, en el concejo de Coaña, comarca de Eo-Navia, Principado de Asturias, España.